# 한국제지
한국제지 주식회사는 울산광역시 울주군에 본사를 둔 제지 기업이다.

## 역사
1984년 7월 16일에 세림제지 주식회사로 설립되었으며 1996년 7월 3일 한국거래소에 주식을 상장하였다.